# Skykomish (Washington)
Skykomish ist eine Kleinstadt (town) im King County im US-Bundesstaat Washington. Das U.S. Census Bureau hat bei der Volkszählung 2020 eine Einwohnerzahl von 161 ermittelt.

Lage von Skykomish im King County

Im Mount Baker-Snoqualmie National Forest, etwa 79 Kilometer östlich von Everett am South Fork des Skykomish River gelegen, wurde die Stadt als Eisenbahn-Halt gegründet. Heute ist es hauptsächlich ein Haltepunkt für Touristen, welche die umliegenden Berge, im Winter auch die Ski-Gebiete am nahen Stevens Pass aufsuchen wollen.
Durch die Lage im äußersten Nordosten des King County verwehren Berge dem Ort jegliche Erschließung durch Straßen vom King County aus. Stattdessen verbindet der U.S. Highway 2 (in der Gegend als Cascade Highway bekannt) Skykomish mit dem Snohomish County im Norden und über den Stevens Pass (27 Kilometer östlich des Ortes) mit dem Chelan County.

## Geschichte
Der Name „Skykomish“ stammt vom Stamm der Skykomish (oder Skai-whamish; ursprünglich als Untergruppe der Snoqualmies betrachtet), die das Gebiet vor den europäischen Siedlern bewohnte. Die Stadt Skykomish wurde offiziell am 5. Juni 1909 als Gebietskörperschaft anerkannt.
Von den 1890er Jahren bis 1974 war Skykomish eine Reparatur- und Tankstation der Great Northern Railway, welche schließlich in der Burlington Northern Railroad und gegenwärtig in der BNSF Railway aufging. Außerdem war sie einst der westliche Endpunkt der elektrifizierten Strecke (1909–1956) auf der Cascade-Tunnel-Route bis nach Wenatchee. Hier wurden Dampf- oder Diesellokomotiven gewechselt oder vor die Elektrolokomotiven gespannt.
Die Entsorgungspraktiken dieser Zeit führten zur Verschmutzung des Bodens, des Grundwassers und des Skykomish River durch Öl und Schwermetalle. Die BNSF (damals BN) und das Washington State Department of Ecology starteten Mitte der 1980er Jahre Verhandlungen zur Sanierung und vereinbarten 2006 einen Plan, bei dem die Eisenbahngesellschaft über eine 3-Jahres-Periode die Sanierung mit 50 Millionen Dollar finanzierte (2009 abgeschlossen). Die Leistung beinhaltete massive Erdbau-Arbeiten – insbesondere den Austausch des kontaminierten Bodens – und die Rekonstruktion eines Deiches. (Die Gesamtkosten überschritten schließlich 100 Millionen Dollar)
Während der Sanierungsarbeiten wurden 22 der Gebäude von Skykomish (Wohn- wie auch Geschäftsgebäude) zeitweise versetzt. Nach dem Austausch des darunter liegenden Bodens wurden die Gebäude auf neuen Fundamente und mit neuen Versorgungsleitungen versehen auf ihren alten Platz zurückversetzt. Die Stadt wurde mit modernen Annehmlichkeiten wie Bürgersteigen und Straßenbeleuchtung ausgestattet, aber der historische Charakter von Skykomish blieb erhalten. Den größten Nutzen für Einwohner und Betriebe brachte die Installation eines Abwassersystems, das jedes Gebäude anschloss.

## Geographie
Laut dem United States Census Bureau nimmt die Stadt eine Fläche von 0,85 Quadratkilometern ein, wovon 0,8 Quadratkilometer Land- und 0,05 Quadratkilometer Wasserfläche sind.

## Klima
|                       | Jan   | Feb   | Mär   | Apr   | Mai   | Jun  | Jul  | Aug  | Sep  | Okt   | Nov   | Dez   |   |         |
| Mittl. Tagesmax. (°C) | 4,3   | 5,8   | 9,9   | 14,6  | 18,3  | 21,0 | 24,5 | 24,0 | 21,4 | 15,0  | 8,2   | 4,9   | ⌀ | 14,4    |
| Mittl. Tagesmin. (°C) | −2,7  | −2,5  | −0,3  | 3,3   | 6,4   | 9,4  | 9,4  | 9,8  | 8,3  | 4,9   | 0,4   | −0,4  | ⌀ | 3,9     |
|                       |       |       |       |       |       |      |      |      |      |       |       |       |   |         |
| Niederschlag (mm)     | 320,0 | 311,4 | 237,5 | 156,7 | 133,3 | 95,8 | 41,1 | 54,4 | 98,0 | 208,0 | 288,8 | 384,8 | Σ | 2.329,8 |

| −2,7 |

| −2,5 |

| −0,3 |

| 3,3 |

| 6,4 |

| 9,4 |

| 9,4 |

| 9,8 |

| 8,3 |

| 4,9 |

| 0,4 |

| −0,4 |

| −2,7 |

| −2,5 |

| −0,3 |

| 3,3 |

| 6,4 |

| 9,4 |

| 9,4 |

| 9,8 |

| 8,3 |

| 4,9 |

| 0,4 |

| −0,4 |

## Demographie
| Jahr | Einwohner¹ |
| ---- | ---------- |
| 1910 | 238        |
| 1920 | 267        |
| 1930 | 562        |
| 1940 | 479        |
| 1950 | 497        |
| 1960 | 366        |
| 1970 | 283        |
| 1980 | 209        |
| 1990 | 273        |
| 2000 | 214        |
| 2010 | 198        |
| 2020 | 161        |

¹ 1910–2020: Volkszählungsergebnisse. 

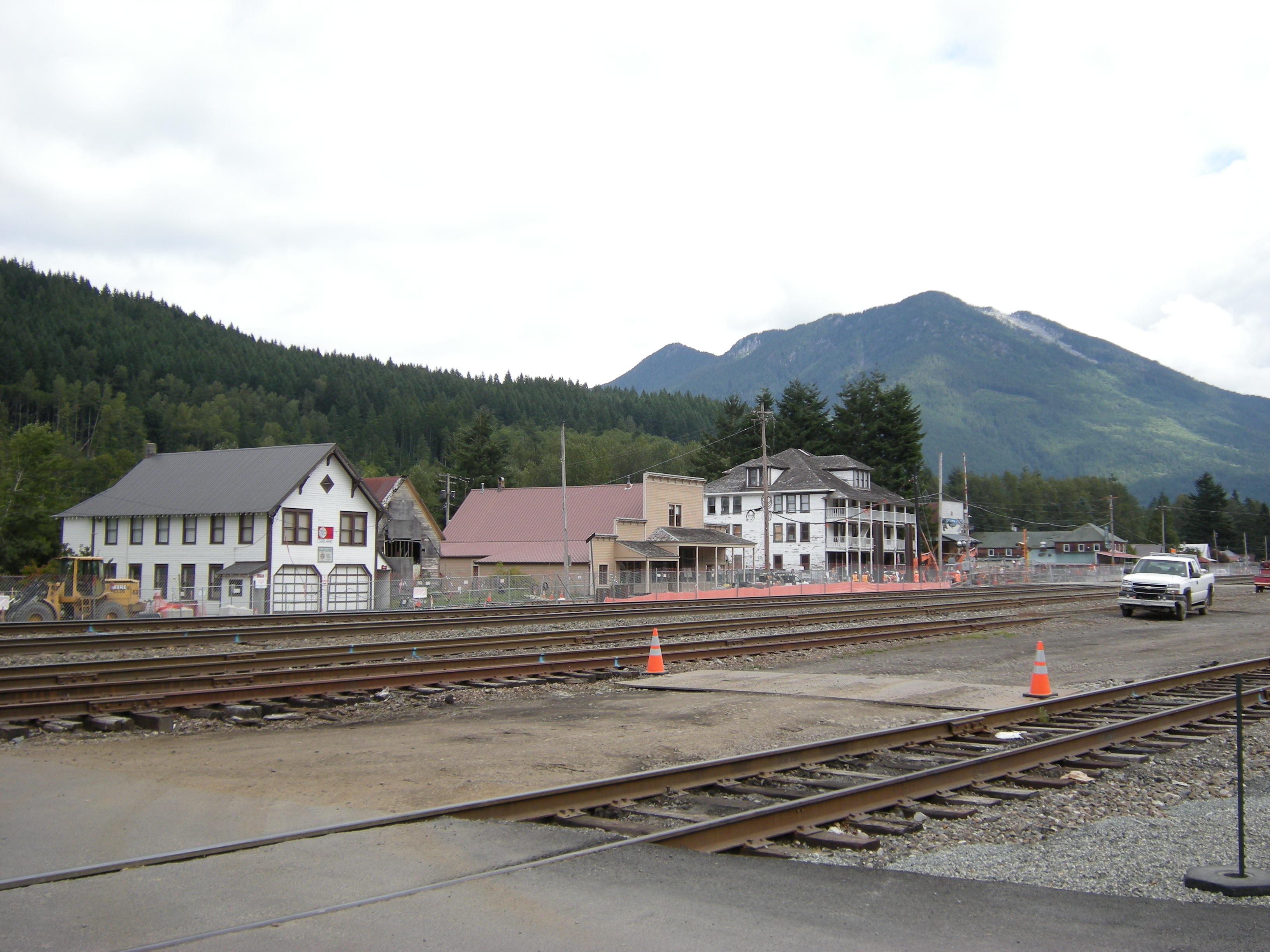
Der Ortskern von Skykomish (2008). Im Vordergrund die Gleise der BNSF. Dahinter von links nach rechts: Skykomish Historical Society Museum, Maloney’s General Store (im National Register of Historic Places aufgeführt), Skykomish Hotel, Cascadian Hotel and Café.

### Census 2000
Nach dem Census von 2000 hatte Skykomish 214 Einwohner, 104 Haushalte und 58 Familien. Die Bevölkerungsdichte betrug 243 Einwohner pro Quadratkilometer. Es gab 162 Wohneinheiten bei einer mittleren Dichte von 184 pro Quadratkilometer. Die Bevölkerung bestand zu 94,39 Prozent aus Weißen, zu 0,47 Prozent aus Afroamerikanern, zu 1,4 Prozent aus Indianern, zu 0,93 Prozent aus Asiaten und zu 2,8 Prozent aus zwei oder mehr „Rassen“. Hispanics oder Latinos „jeglicher Rasse“ bildeten 2,8 Prozent der Bevölkerung.
Von den 104 Haushalten beherbergten 20,2 Prozent Kinder unter achtzehn Jahren, 48,1 Prozent wurden von zusammen lebenden verheirateten Paaren und 2,9 Prozent von alleinstehenden Müttern geführt; 44,2 Prozent waren Nicht-Familien. 34,6 Prozent der Haushalte waren Singles und 17,3 Prozent waren alleinstehende über 65-jährige Personen. Die durchschnittliche Haushaltsgröße betrug 2,06 und die durchschnittliche Familiengröße 2,66.
Der Median des Alters in der Stadt betrug 46 Jahre. 18,2 Prozent der Einwohner waren unter 18, 5,1 Prozent zwischen 18 und 24, 23,8 Prozent zwischen 25 und 44, 34,1 Prozent zwischen 45 und 64 und 18,7 Prozent 65 Jahre oder älter. Auf 100 Frauen kamen 96,3 Männer, bei den über 18-Jährigen waren es 103,5 Männer auf 100 Frauen.
Alle Angaben zum mittleren Einkommen beziehen sich auf den Median. Das mittlere Haushaltseinkommen betrug 45.357 Dollar, in den Familien waren es 48.500 Dollar. Männer hatten ein mittleres Einkommen von 42.500 Dollar gegenüber 25.938 Dollar bei Frauen. Das Pro-Kopf-Einkommen betrug 22.829 Dollar. Etwa drei Prozent der Familien und neun Prozent der Gesamtbevölkerung lebten unterhalb der Armutsgrenze; das betraf 8,6 Prozent der unter 18-Jährigen und keinen der über 65-Jährigen.

### Census 2010
Nach dem United States Census Bureau gab es 2010 in der Stadt 198 Einwohner, 95 Haushalte und 45 Familien. Die Bevölkerungsdichte betrug 246,6 Einwohner pro Quadratkilometer. Es gab 168 Wohneinheiten bei einer mittleren Dichte von 209,2 pro Quadratkilometer. Die Bevölkerung bestand zu 95,5 Prozent aus Weißen, zu einem Prozent aus Afroamerikanern, zu 1,5 Prozent aus Indianern, zu 1,5 Prozent aus Asiaten und zu 0,5 Prozent aus zwei oder mehr „Rassen“. Hispanics oder Latinos „jeglicher Rasse“ bildeten 1,5 Prozent der Bevölkerung.
Von den 95 Haushalten beherbergten 20 Prozent Kinder unter achtzehn Jahren, 34,7 Prozent wurden von zusammen lebenden verheirateten Paaren, 4,2 Prozent von alleinstehenden Müttern und 8,4 Prozent von alleinstehenden Vätern geführt; 52,6 Prozent waren Nicht-Familien. 44,2 Prozent der Haushalte waren Singles und 14,7 Prozent umfassten alleinstehende über 65-jährige Personen. Die durchschnittliche Haushaltsgröße betrug 2,08 und die durchschnittliche Familiengröße 2,87 Personen.
Der Median des Alters in der Stadt betrug 51,3 Jahre. 18,2 Prozent der Einwohner waren unter 18, 6,1 Prozent zwischen 18 und 24, 18,7 Prozent zwischen 25 und 44, 38,4 Prozent zwischen 45 und 64 und 18,7 Prozent 65 Jahre oder älter. Von den Einwohnern waren 57,1 Prozent Männer und 42,9 Prozent Frauen.